# Composición musical
En la música, la composición es el arte que tiene como objeto la creación de una obra. El término también se aplica al resultado de ese proceso.
Leo Treitler describe cómo a la música, al concepto de “obra” donde la notación musical opera como soporte excluyente. Dentro de esta mirada pareciera ser que lo que no está escrito en partitura no se puede estudiar y que la posibilidad de recreación de las músicas pertenecientes a un ámbito de producción, circulación y recepción popular-oral queda supeditada a las posibilidades que ofrece este modelo.
Este concepto clásico romántico de la música constituye que el medio de transmisión por excelencia asociado a las obras musicales es el papel. Hay una versión original, la cual promueve la fantasía de estar más cerca de la voluntad del compositor, de la “verdad” en términos de intención y significado de la obra. Así, lo escrito se erige como reflejo exacto de la idea del autor y se confunde, por lo tanto, con la obra en sí. De esta forma, partitura pasa a ser sinónimo de obra.
La obra musical otorgó a la música una forma permanente; dejó de pensarse en la música como algo puramente evanescente, una actividad o experiencia que se desvanece en el pasado tan pronto como concluye. Porque mientras tienen lugar en el tiempo las interpretaciones de obras musicales, la obra como tal perdura. De este modo, la música se convierte en algo que podemos almacenar o acumular, una forma de lo que podría denominarse capital estético.
Sin embargo, hoy en día puede encontrarse una notable cantidad de registros discográficos que contienen interpretaciones de dichas producciones musicales, con diferentes criterios de abordaje, según la pretensión en la reconstrucción histórica.
Después de todo, las producciones de la tradición escrita, frecuentemente asociadas con los compositores, las obras y la complejidad siguen dependiendo fuertemente de la transmisión oral y en un conjunto de intuiciones interpretativas que mayoritariamente no está escrito. Por el contrario, el hecho de que una composición no exista en partitura pero esté viva en la mente de los ejecutantes no la descalifica como “obra” ni le quita complejidad.
Dicho esto, debemos considerar que los historiadores de la cultura oral enfrentan verdaderas dificultades, ya que existe muy poca evidencia de primera mano, sobre todo de épocas anteriores a la invención del fonógrafo. Esto produce un efecto en el cual las primeras grabaciones de música antigua se toman como documentos que representan un estado originario de ese repertorio, en lugar de una etapa particular en su evolución.[cita requerida]
La creación musical es una labor muy complicada, pues implica el control de todos los elementos que participan en la música: el sonido en todos sus caracteres, la armonía, el ritmo, la estructuración formal, la tímbrica u orquestación...
A pesar de todo cualquiera puede inventarse una melodía, tararear con ritmo, dominar alguno de los elementos antes citados pero no controlar otros. Por eso, dentro de la creación musical encontramos diversos términos y funciones alrededor de la composición. Las siguientes entradas simplifican la cuestión, aproximándose al uso general que reciben estas palabras. No queremos entrar en cuestiones de calidad; se puede ser un magnífico artista en uno solo de los aspectos que tratamos, sin que sea descalificacado por no dominar otros.

### Autor
Literalmente es "el que hace". Puede entenderse igual que "compositor". Sin embargo, en muchas ocasiones, también se dice del que tiene la idea básica, especialmente la melodía, y deja el resto del trabajo a otros.
Es el caso de Charles Chaplin, que fue autor de la música de muchas de sus películas aunque no sabía de música. Cantaba o silbaba las melodías a un ayudante que las arreglaba y las escribía.
Arreglista. Implica la transformación de una idea musical. 

### Arreglo
Se aplica especialmente a transformar una obra para ser interpretada por otros instrumentos o voces diferentes a las originales.

### Armonizador
Dentro del "arreglo" implica la armonización de una melodía, es decir, crear el acompañamiento sonoro con las técnicas de la armonía. 

### Orquestador
También dentro del "arreglo". Solo añade a la adaptación para ser interpretado por una orquesta (más o menos).
El ejemplo más famoso es la orquestación que hizo Maurice Ravel de la obra "Cuadros de una exposición", de Modest Mussorgski, originalmente para piano solo.

## Historia de la composición musical

### Alta Edad Media
Existieron tres tipos de producción musical.

#### Música popular
Juglares: artistas ambulantes que recorrían las aldeas, los pequeños mercados y las plazas públicas, montando espectáculos en los que combinaban música, actuación, malabares y otras destrezas. Con el tiempo se establecen en las ciudades y también integran los gremios de músicos municipales.
Su repertorio musical se compone de danzas y canciones de tradición oral, las cuales remiten a acontecimientos políticos o sociales, o desarrollan visiones sobre su presente.
Goliardos: se creen que son autos de cancioneros medievales que recopilan canciones dedicadas al vino, la comida y las mujeres, además de obras devocionales. Se denomina de esta manera a los estudiantes que abandonan los monasterios y escuelas, y se hacen vagabundos.
Los instrumentos que utilizaban esta clase de músicos son de pequeño formato, transportables y de escasa potencia sonora.

#### Música eclesiástica
Compuesta por monjes de las iglesias el organum siempre había hecho uso de dos partes vocales, siendo la melodía del canto encomendada a una parte (la del tenor, literalmente, el que tiene), mientras que la otra parte se movía alrededor de ella (en general por encima), favoreciendo los intervalos de quinta, cuarta, octava y en unísono, todos ellos prescritos por Boecio. Se conservan ejemplos que provienen del gran centro de peregrinación de Compostela y de la abadía de San Marcial en Limoges, en el Camino de Santiago, documentándose aparentemente en los manuscritos de ambos (Cea. 1100-1160) prácticas de improvisación. (El propósito del empleo de la notación, hasta bien entrado el siglo XV; bien pudo ser el registro más que la prescripción, aunque los intérpretes modernos han tenido que entenderla en este último sentido.) La voz añadida podrá entonces continuar con el canto nota por nota, en un estilo que se conocía como discanto, o podía desarrollar una serie de adornos y florituras sobre cada nota, en un estilo para el que se empleaba el término polivalente organum.
En primer lugar, la notación abre una distinción entre compositores (que crean música que perdura) e intérpretes (que recrean la música para el momento). La notación mediante tetragrama incentivó una distribución más generalizada de los cantos litúrgicos y consiguió crear una cultura supranacional dentro de la cual los compositores podían viajar, a partir del siglo XIV, desde Inglaterra a Francia, o desde Francia y los Países Bajos (las modernas Bélgica y Holanda, con las regiones adyacentes) a Italia, encontrándose en cada lugar la misma música. De manera más inmediata, esta notación parece haber fomentado la composición musical, ya que las piezas musicales podían ahora comunicarse en papel, como si fueran obras literarias. Las melodías, a lo largo de la era de la composición de cantos litúrgicos que en Europa occidental estaba tocando a su fin en la época de Guido, podían aprenderse de sus cantantes. Pero no resultaba tan fácil memorizar una música que contuviera dos o más melodías distintas cantadas a la vez: la polifonía, cuyo desarrollo fue instigado de manera crucial por la notación.
Pero ¿qué seguimos oyendo de aquel tiempo? Uno de los éxitos discográficos de 1994 fue Las mejores obras del canto gregoriano. La selección se abría con Puer natus est nobis (Nos ha nacido un niño), una pieza que, aunque escrita como introito (saludo inicial) para su canto y escucha en iglesias monásticas en la misa del día de Navidad. Además, la melodía no estaba tomada de una fuente medieval, sino de una edición proveniente de la gran renovación del canto litúrgico liderada por la abadía de Solesmes, en el noroeste de Francia, a finales del siglo XIX y comienzos del XX. Del mismo modo, el estilo interpretativo. Puede parecer decepcionante que el canto gregoriano tal como lo escuchamos sea solamente tan viejo como el avión, o como mucho como el paraguas. Queremos más de él. Queremos que, por ser la música más antigua escrita en notación pautada, se mantenga en cabeza de una historia continua de mil años, en la que se han mantenido unos elementos, otros se han desarrollado y otros se han abandonado.

#### Música de la corte
Este tipo de música estaba realizado por los trovadores. Los primeros testimonios de su existencia son del siglo XI. Trobar está relacionado con tropare, componer, inventar. La mayor preocupación de todos ellos en lo musical se encuentra en el texto. Se cree que muchos eran poetas y que reservaban la musicalización de los textos a los ministriles, que los acompañaban en las ejecuciones. Estos eran juglares empleados de los trovadores como instrumentistas que residen en las cortes; son el grupo de mayor movilidad social, algunos pasaron a la historia como trovadores. Algunos paulatinamente se especializan como músicos instrumentistas de oficio y se convierten en músicos municipales agremiados con el desarrollo de las ciudades.
El tema central es el amor cortés, un amor en el cual se idealiza la figura de la mujer, a la que se le canta un amor devocional, no carnal. En términos musicales gran parte de esta producción es música contemplativa, en la cual se estilizan prácticas y procedimientos que provienen de las danzas populares y se las transforma fundamentalmente en los aspectos rítmicos, para desligarse de su función original. A partir de la música de los trovadores surgen una serie de formas poéticas que luego resultan en estructuras musicales que se denominan formas fijas, como la Ballade, el Rondó o el Virelai.

### Baja Edad Media

#### Ars Antiqua

##### Organum de Notre Dame
El organum alcanzó su esplendor máximo en la catedral de Notre Dame. En el cual los compositores trabajaban el ritmo a partir de los seis modos rítmicos, cada uno de los cuales se componía de tiempos cortos, tiempos largos o ambos, a la manera de la métrica poética. A partir de estos modos, se podían construir las frases que en el caso de Notre Dame, las frases se concebían más frecuentemente en pares.
Son composiciones inmensas, que tardan como un cuarto de hora en ser cantadas de principio a fin, y su efecto debió de resultar asombroso en un mundo que no conocía nada parecido. Cabe destacar que la funcionalidad de esta música era destina para eventos eclesiásticos.

##### Motete francés
Ya se ha visto que las cláusulas en estilo de discanto eran elementos autónomos respecto del organum del cual formaban parte. Esta autonomı́a se transformaba en independencia si a todas las partes polifónicas se les aplicaba diferentes textos originales para cantarlos simultáneamente con el texto litúrgico del tenor. Los ritmos que realizaban las voces, estaban sujetos a los seis modos rítmicos.
Un cambio esencial en el significado y en la finalidad de la obra se determina cuando a la cláusula se le aplican no ya textos latinos religiosos, sino textos franceses profanos. Polifónico y politextual, el motete es el género emblemático de la música medieval y de su relación analógica con la poesı́a. En la mayorı́a de los casos los diferentes textos tratan asuntos conectados entre sı́: el conjunto de las distintas lı́neas musicales equivale entonces a una variedad concordante de la expresión verbal. Pero a veces la relación entre la politextualidad y polifonı́a es más hábil, más sutil.

#### Ars Nova

##### Motete isorrítmico
Compuestos en universidades, estos pierden todo sentido religioso y se convierte en una música de culto, es decir, solo para entendidos de esta.
Los procesos compositivos fueron de la utilización de modelos repetitivos en la voz del tenor con la misma pauta rítmica (talea) y el mismo patrón melódico (color), de ahí la denominación de isorrítmico (mismo ritmo) e isomélico (mismo perfil de la melodía). Estos dos recursos compositivos podían coincidir, también se podía componer una melodía en combinación con tres taleas.
Las voces superiores (duplum, triplum) suelen tener valores más cortos que las voces más graves (tenor y bassus). Se mantiene la politextualidad típica de la época precedente, en ocasiones también se emplearon combinaciones de varias lenguas (latín, francés, etc.).

### Renacimiento

#### Motete renacentista
Lo que caracterizó principalmente al Renacimiento fue precisamente el respeto a la naturaleza tal como la percibe el ser humano. Las pinturas comenzaron a tener colores naturales, indicando volúmenes mediante el sombreado, con una escala de tamaños coherente y, por encima de todo, con perspectiva para que la imagen pareciera pertenecer al mundo real. Los arquitectos basaban sus diseños en figuras y proporciones simples que el ojo pudiera reconocer inmediata e intuitivamente, y que parecerían de esta forma naturales.
Es irónico, que el motete renacentista regresa a sus orígenes sagrados.

#### Misa cíclica
La misa cíclica supone la composición de la totalidad del ordinario de la misa. de una sola vez, atendiendo a la coherencia de todo el ciclo a través de algún tipo de procedimiento de elaboración del material sonoro.
Todas las misas cíclicas parten de un material preexistente. Se distinguen por el tipo de material del que se parte y, sobre todo, por el procedimiento que se le aplica para generar variedad.

## Características

### Melodía
Según el diccionario de la Real Academia Española, es “La parte de la música que trata del tiempo con relación al canto, y de la elección y número de sones con que han de formarse en cada género de composición los períodos musicales, ya sobre un tono dado, ya modulando para que el canto agrade al oído”. También se dice que es: “La composición en que se desarrolla una idea musical, simple o compuesta, con independencia de su acompañamiento, en oposición a armonía, combinación de sonidos simultáneos diferentes, pero acordes”…
La melodía es, seguramente, la parte más importante en el proceso de construcción de una pieza; esta, la melodía, va a ser lo que la caracterice como única.

### Armonía
Por armonía podemos entender en música la unión de tres o más sonidos simultáneos, entendiendo que el canto o melodía producido por una sola voz es homónimo, con dos voces se producen intervalos armónicos y, a partir de 3 voces o sonidos simultáneos hablamos de armonía.
La armonía se produce de forma natural al observar los sonidos concomitantes de cualquier timbre producido por la naturaleza. La riqueza de tales concomitantes (armónicos) es la característica que define el timbre de los instrumentos musicales. Un sonido puro fundamental, por ejemplo una onda senoidal, contiene un solo sonido sin concomitantes (sonidos armónicos). El sonido de una onda senoidal podría ser parecido a una flauta dulce, silbato, o, el sonido de un diapasón físico, una especie de pitido claro, sin definición concreta en la naturaleza. La riqueza de dichos armónicos, producen la característica tímbrica de cada instrumento y es esta la que nos ayuda a reconocer los distintos instrumentos musicales. Dicho de otra forma, cuando, por ejemplo, escuchamos el sonido de un violín, una sola nota no está formada por un único sonido, sino por un sonido fundamental, el que más oímos y, al mismo tiempo, una gran cantidad de sonidos concomitantes, armónicos naturales, que se producen al mismo tiempo, y que percibimos pero no somos capaces de definir cada uno de ellos, porque su intensidad sonora es mucho menor que la del sonido fundamental. Dichos armónicos son los responsables de modular el sonido fundamental y son los que producen la forma de onda compleja de cada instrumento musical.
Por ejemplo, un sonido fundamental, La4 (A4), de 440 Hz, producido por cualquier instrumento musical, contiene además, de forma intrínseca, los siguientes sonidos inicialmente: La4 (fundamental) + La5, Mi5, Do6, Do#6, etc., y así sucesivamente, que se corresponden respectivamente a los intervalos musicales:
Sonido fundamental + octava + quinta + tercera menor + semitono, etc., aproximadamente, observando las aproximaciones físicas de la escala temperada. (Véase el artículo afinación).
Son estos conceptos fundamentales, propios de la naturaleza, los que utilizamos en la armonía musical. Corresponden, a una escala diatónica en Do Mayor, Do, Re, Mi, Fa, Sol, La, Si, (Do en octava superior), los siguientes acordes que definimos, por terceras superpuestas, como:
I Acorde de Tónica o fundamental: Do-Mi-Sol (ejecutadas simultáneamente)
II Acorde de supertónica: Re-Fa-La (ejecutadas simultáneamente)
III Acorde de mediante: Mi-Sol-Si (ejecutadas simultáneamente)
IV Acorde de subdominante: Fa-La-Do (ejecutadas simultáneamente)
V Acorde de dominante: Sol-Si-Re (ejecutadas simultáneamente)
VI Acorde de superdominante: La-Do-Mi (ejecutadas simultáneamente)
VII Acorde de sensible: Si-Re-Fa (ejecutadas simultáneamente)
(I) Octava superior: Do-Mi-Sol (ejecutadas simultáneamente)
A dichos acordes, los denominamos tríadas (acordes producidos por tres sonidos) correspondientes a una escala mayor diatónica:
El enlace coherente de tales sonidos es lo que define la armonía, de tal forma que tiende a enriquecer una melodía. En una concepción culta de dichos enlaces, podríamos hacer, por ejemplo:
Observando el gráfico, veremos que, aunque con distinta disposición, todas las notas que aparecen son las arriba referenciadas. Dicha armonía debe ser entendida desde la extrema simplificación del ejemplo y podría ilustrar de forma breve la concepción clásica del enlace básico armónico, entendiendo este, por la unión sucesiva de los sonidos que forman cada acorde, de forma que se produzcan pocos saltos en cada voz, entendiendo por voces, vistos los sonidos de arriba hacia abajo, la primera voz, la más extrema o aguda, a la que llamamos tiple, o soprano, la segunda, a la que llamamos contralto, la tercera, tenor y por último la cuarta, a la que llamamos bajo. Estas cuatro voces son las que fundamentan el estudio de la armonía en su concepción y escritura para coro de voces mixtas, correspondiendo: tiple o soprano y contralto a mujeres y tenor y bajo a hombres.
Tal concepción armónica podemos situarla en constante evolución. Hoy en día se utilizan sistemas armónicos muy elaborados, por ejemplo, por intervalos de tercera: Do, Mi, Sol, Si,... a lo que podemos llamar, en armonía de jazz DO Maj7 (Do mayor con séptima mayor) o, por ejemplo, con la unión de las notas Do, Mi, Sol, Si, Re, ... Do Maj7(9) (Do mayor con séptima mayor y novena mayor). Podemos observar, por tanto, que a nivel de enlace armónico no existe limitación alguna y en conjunción a los timbres de los distintos instrumentos, evocamos la sensación sonora de la obra musical.
Por otra parte, cada voz armónica puede ser muy elaborada. Tal circunstancia, tiende a alejarnos de la armonía conocida en su concepción culta a través de la historia (barroca, clásica, romántica, etc.). Mediante la elaboración de dichas voces podremos hablar de la reunión o evolución hacia melodías simultáneas. A dicho arte lo denominamos contrapunto, que es el estudio previo a los de fuga y composición musical. No existe, objetivamente hablando, una frontera clara desde el final de la armonía, en su concepción musical, al inicio del contrapunto, la composición y la orquestación.

## La composición en diversos ámbitos
Para la composición musical es necesario saber teorías de musicalización. La afirmación precedente es totalmente falsa; sin embargo, la composición también es muy diferente dependiendo del ámbito o marco en el que la música va a ser utilizada.

### Composición en música clásica occidental
La composición en la música clásica está sujeta a normas estrictas y su estudio involucra varios años de trabajo en los conservatorios. En general, para escribir una buena pieza de música clásica es necesario tener conocimientos profundos sobre música. Lo cual suele darse en personas que han obtenido un diploma en composición y armonía. Pero no siempre es así, ya que puede haber excepciones dependientes del talento personal y la experiencia.

#### Música clásica contemporánea
No hay que descartar la parte de la creación de la música clásica contemporánea, periodo de la música académica que se considera desde el año 1900 a nuestros días (siglo XXI). Dicho periodo se caracteriza principalmente por un profundo cuestionamiento de la estética musical lograda hasta entonces. Nace la atonalidad, que es el abandono de las reglas tradicionales de armonía y contrapunto; y el dodecafonismo, sistema desarrollado por Arnold Schönberg, que ordena los 12 sonidos comprendidos en el ámbito de una octava en una serie, sin que ninguno de ellos se repita y reordenando la serie según las formas canónicas (retrogradación, inversión, inversión retrogradada) generando así todo el material sonoro que la obra necesita. De este último método deviene el serialismo, desarrollado principalmente por Alban Berg (discípulo de Schöenberg) que es una suerte de racionalización del material sonoro usando el mismo principio del dodecafonismo, pero incluyendo el ritmo, la intensidad y el timbre. Los compositores además buscan inspiración en músicas consideradas populares o exóticas: Ígor Stravinski compone La consagración de la primavera (1913) basándose en melodías de la Rusia primitiva, Béla Bartók usó temas tradicionales de su natal Hungría en muchas de sus composiciones, y Manuel de Falla empleó el folclore español como inspiración para componer muchas obras de su catálogo.
Asimismo, se cuestionan los valores mismos de la música y la naturaleza del sonido: John Cage, compositor americano, compone 4′33″ para cualquier instrumento (1952), pieza constituida íntegramente con silencios, donde el intérprete cierra el piano, por ejemplo, y “toca” estos silencios durante 4 minutos y 33 segundos. De estos cuestionamientos nace también, en contraposición al serialismo, la música aleatoria, impulsada por el propio John Cage, al realizar composiciones usando dados, monedas u otros objetos para generar aleatoriamente el material sonoro de la obra. Surge la música estocástica, desarrollada por el compositor griego Iannis Xenakis, quien ordena el material generado aleatoriamente haciendo uso de las leyes del cálculo probabilístico y de la estadística. Además aparece la música electrónica, desarrollada desde la segunda mitad del siglo XX por Karlheinz Stockhausen, que fue uno de los primeros compositores en usar las tecnologías entonces emergentes. Stockhausen también escribió música serial y aleatoria. Más recientemente tenemos la música minimalista, la cual reduce los elementos composicionales a su mínima expresión y los hace variar de forma progresiva, haciendo uso de la repetición. Representantes de esta corriente son Steve Reich, Philip Glass, Arvo Pärt y Terry Riley, entre otros.
Finalmente, las formas y métodos de composición de música clásica contemporánea son tan variadas como las búsquedas personales de sus compositores. Entre los compositores clásicos contemporáneos se encuentran Thomas Adès, Harrison Birtwistle, Alexander Goehr, Carlos Chávez, Magnus Lindberg, Silvestre Revueltas, Gunther Schuller, Dante Grela y Judith Weir.

### Composición en música popular
En música popular la composición es completamente diferente con respecto al ámbito de la música clásica, teniendo en cuenta el público al que se va dirigida y los métodos utilizados en el proceso de composición. De hecho, la composición de música pop no debe estar sujeta a normas estrictas como la música clásica y también puede ser creada por músicos autodidactas, que encajan en la categoría de cantautores.

### Composición en música de cine
En la música que se crea para las películas existe una variedad de géneros bastante amplia. El género musical del cine va íntimamente unida a la filmación, dependiendo de la escena, el género cinematográfico o el temperamento que desarrollan los personajes. En la música de cine podemos encontrarnos con música clásica y semiclásica, así como con música pop, rock, folk, etc.
Dentro de los compositores de cine destacan Henry Mancini, Ennio Morricone, Nino Rota, John Williams, Howard Shore, James Newton Howard, Hans Zimmer, Danny Elfman, Alexandre Desplat o Yann Tiersen, entre otros.